# رسوایی ویندراش
رسوایی ویندراش (انگلیسی: Windrush scandal) یک جنجال حقوقی و سیاسی بریتانیا بود که در سال 2018 در مورد افرادی که به اشتباه بازداشت شدند، از حقوق قانونی محروم شدند، تهدید به اخراج شدند و در حداقل 83 مورد شروع شد.